# Robert Alexander Cameron
Pour les articles homonymes, voir Cameron.
Cet article possède un paronyme, voir Robert Cameron.
Robert Alexander Cameron (22 février 1828 - 15 mars 1894) était un soldat américain et un éditeur de journal. Il sert comme général de l'Union au cours de la guerre de Sécession. Pendant la guerre, il est fait brigadier général et, après la guerre, est nommé pour un brevet de major-général. Après la guerre, il est fortement impliqué dans le développement de fermes dans l'État américain du Colorado.

## Avant la guerre
Cameron naît à Brooklyn, New York. Il part avec ses parents à Valparaiso, Indiana au début de 1842, où il a fréquente les écoles publiques. Cameron est diplômé de l'université de médecine de l'Indiana en 1849, et suit des études à l'université de médecine de Rush à Chicago, mais il abandonne vite ses études de médecine.
En 1857, Cameron achète et commence à publier le Républicain de Valparaiso, un journal local. Il sert également en tant que délégué républicain à la convention de Chicago de 1860, soutenant la campagne d'Abraham Lincoln pour la présidence des États-Unis.

## Guerre de Sécession

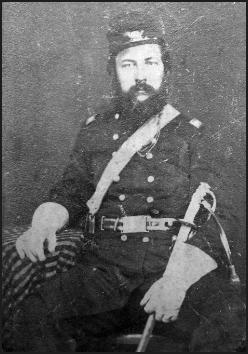
Robert Alexander Cameron photographié entre 1863 et 1865.

Lorsque la guerre de Sécession commence, Cameron pratique la médecine à Valparaiso, et est un membre de la chambre des représentants de l'Indiana. Il s'enrôle dans le 9th Indiana, un régiment de trois mois, et est élu capitaine le 23 avril 1861. Avec le 9th, Cameron est en service lors des campagnes de Virginie-Occidentale. Après ces trois mois, Cameron s'engage de nouveau pour la durée des hostilités et est nommé lieutenant-colonel du 19th Indiana Infantry le 29 juillet.
En septembre 1861, Cameron et le 19th Indiana combattent lors d'une escarmouche au Chain Bridge, l'un des ponts sur le fleuve Potomac, menant à Washington, DC. Après l'action, le colonel Salomon Meredith, commandant la brigade de Cameron, a une haute opinion de sa performance, précisant qu'il « parcourait les lignes donnant des ordres et restant d'un calme qui n'a même pas été altéré lorsque l'impact d'un obus a mis son cheval à ses genoux ». Malgré cet éloge, Cameron n'est pas en mesure de s'entendre avec Meredith, et demande au gouverneur de l'Indiana Oliver Morton d'être retiré du 19th et affecté ailleurs. Sa demande sera accordée début de l'année suivante.
Le 3 février 1862, Cameron est transféré dans le 34th Indiana, et Cameron et le 34th combattent dans le Missouri lors de l'action près de New Madrid et lors de la bataille de l'Île numéro dix de février à avril. Il participe également à la prise de Memphis, Tennessee, le 6 juin. Cameron est ensuite promu colonel et reçoit le commandement du 34th, le 15 juin.
Avec son régiment Cameron participe à la campagne de Vicksburg de 1863, où il est légèrement blessé aux yeux lors de la bataille de Port Gibson , le 1er mai. Cameron est promu brigadier général dans l'armée de l'Union le 11 août 1863. Après plusieurs passages au commandement d'une brigade à la fin de 1863 et 1864, il commande une division du XIII corps lors de la campagne de la Red River de 1864. Au cours de la bataille de Mansfield en Louisiane du 8 avril, les hommes de Cameron tentent de renforcer la ligne de l'Union qui s'effondre vers 17 heures, mais sont contraints de reculer quand elle se brise finalement vers 18 heures,.
Cameron termine la guerre au commandement d'un district dans le département du Golfe à Thibodaux, Louisiane. Le 13 mars 1865, il est breveté major-général dans l'armée de l'Union, et il démissionne peu après le 22 juin.

## Après la guerre
Après la guerre, Cameron part vers l'Ouest des États-Unis et est actif dans l'établissement de colonies agricoles dans le Colorado, et est également important dans le développement politique et économique de l'ancien territoire. En 1870, Cameron joue un rôle important dans la fondation de Greeley, et est élu président du conseil d'administration de Greeley en 1871. Il est attiré par William Jackson Palmer pour devenir chef de la police d'une nouvelle colonie, qui plus tard deviendra la ville de Colorado Springs. Cameron prend également part à une tentative d'établissement du fort Collins.
Cameron part ensuite à San Francisco, en Californie, où il reste pendant quelques années avant de retourner dans le Colorado pour servir en tant qu'employé des postes à Denver. De 1885 à 87, il sert en tant que directeur du premier pénitencier d'État du Colorado. Au printemps 1894, Cameron meurt dans sa ferme près de Cañon City, au Colorado, et y est enterré.

## Mémoire
Cameron Cone est situé dans la Pike National Forest, à environ 11,3 kilomètres (7 miles) de Colorado Springs, au Colorado, et a été nommé en l'honneur de Robert Alexander Cameron. À l'origine de la dédicace, le sommet a été appelé le cône de Cameron.